# Sean Rooney (Volleyballspieler)
Sean Michael Rooney (* 13. November 1982 in Wheaton (Illinois)) ist ein US-amerikanischer Volleyballspieler.

## Karriere
Rooney kam an der High School zum Volleyball. Von 2002 bis 2005 spielte er im Team der Pepperdine University, mit dem er 2005 die NCAA-Meisterschaft gewann. Anschließend ging er nach Südkorea und wurde mit den Hyundai Skywalkers zweimal in Folge nationaler Meister. Parallel dazu spielte er als Beachvolleyballer einige Turniere der AVP-Tour und erzielte als bestes Ergebnis einen fünften Platz. Im Mai 2007 gab der Außenangreifer sein Debüt in der US-amerikanischen Nationalmannschaft, mit der er im gleichen Jahr sowohl bei der NORCECA-Meisterschaft als auch bei den Panamerikanischen Spielen triumphierte. Anschließend wechselte er zum russischen Verein Dinamo-Jantar Kaliningrad. 2008 gewann Rooney mit dem US-Team die Weltliga und sicherte sich mit dem Finalsieg im olympischen Turnier gegen Brasilien die Goldmedaille. Er wechselte innerhalb der russischen Liga zu Fakel Nowy Urengoi. 2009 wurde er mit den USA Vizemeister der NORCECA. Ein Jahr später verpflichtete der italienische Verein Gabeca Volley Monza den Amerikaner. 2012 stand er im Kader für die Olympischen Spiele in London.